# Arrondissement historique d'Annapolis Royal
L'arrondissement historique d'Annapolis Royal anglais : Annapolis Royal Historic District est le centre historique de la ville d'Annapolis Royal en Nouvelle-Écosse (Canada). Il a été désigné lieu historique national du Canada en 1993.

## Histoire
En 1605, les Français fonde l'établissement de Port-Royal. Cette colonie est reprise par les Anglais en 1613. En 1632, l'Acadie est rendue à la France en 1632. La place est fortifiée et devient le principal établissement des Acadiens. Quatre bastions sont ajoutés au fort de Port-Royal en 1643. En 1630, une agglomération urbaine s'installe à l'est du fort. L'actuelle rue St. George est entièrement loti en 1686. L'Acadie est cédée à l'Angleterre lors du Traité d'Utrecht de 1713. La ville a été renommée Annapolis Royal et a servi de capitale à la colonie de la Nouvelle-Écosse, jusqu'à son déplacement à Halifax en 1749. Par la suite, la localité a vécu de la construction de navires, de la fabrication de briques et de la foresterie.
Ayant connu une existence relativement paisible, la ville a sur conserver des structures de toutes ses périodes, à l'exception des toutes premières.

## Architecture
La ville présente un vaste échantillon de l'architecture maritime et de l'architecture canadienne des XVIIIe siècle, XIXe siècle et du début du XXe siècle. Considéré comme l'un des plus vieux habité au pays, la ville a conservé ses fortifications ainsi que le vieux cimetière, le plus vieux au pays. L'arrondissement comprend en lui même 135 bâtiments patrimoniaux.
L'arrondissement historique se divise en cinq sous-district. Le premier est caractérisé par de grandes résidences et terrains, témoins de la prospérité des propriétaires de navires marchands. Ces maisons ont été construites à la fin du XIXe siècle et au début du XXe siècle et ont été construites dans différents styles architecturaux comme les styles néogothique, néoclassique, néo-Queen Anne, colonial, italianisant et le classicisme anglais.
Le second sous-district comprend le palais de justice du comté d'Annapolis, le fort Anne et le vieux cimetière. Il est une zone de transition entre les quartiers résidentiels et commerciaux et se distingue par des maisons de moindre envergure. Le troisième sous-district comprend le quartier commercial avec son architecture harmonisé par l'utilisation de matériaux semblable. On y rencontre l'auberge Sinclair, qui est la seule seule structure acadienne subsistant d'avant le Grand Dérangement.
Le quatrième sous-district comprend la partie la plus basse le la rue St. George. Il comprenait les entreprises commerciales et industrielles qui utilisaient la rivière. Elle comprend aussi les résidences des plus éminents de la ville. Il comprend une concentration de maisons de style palladien et de l'architecture vernaculaire des Maritimes du XVIIIe siècle et du XIXe siècle. Le dernier sous-district comprend le quartier résidentiel situé à l'intérieur du « L » de la rue St. George. Il comprend des maisons de taille plus modeste habité par les artisans, les commerçants et les propriétaires de petites entreprises.